# Anetodermia
La anetodermia (anetos, griego para "holgura") es una enfermedad de la piel que se considera una variedad de atrofia dérmica y recibe también el nombre de atrofia macular. Se caracteriza por pequeñas áreas de piel flácida que forman depresiones, arrugas o protrusiones y cuando se observan al microscopio muestran disminución o desaparición de las fibras elásticas. La causa de la afección es desconocida, pero se cree que está provocada por mecanismos inmunológicos.  Se distinguen dos variedades: anetodermia primaria y secundaria. La primaria aparece sobre piel sana aunque se asocia a enfermedades inmunológicas como el lupus eritematoso sistémico y el síndrome antifosfolípidos, mientras que la secundaria es consecuencia de diferentes dermatosis, entre ellas granuloma anular, lupus discoide, vitíligo y alopecia areata.